# Chris Mason
Christopher Robert Mason (Red Deer, 20 aprile 1976) è un ex hockeista su ghiaccio canadese, militava come portiere. Ha trascorso la maggior parte della propria carriera in National Hockey League.

## Carriera

### Club
Chris Mason crebbe nella Western Hockey League giocando con la maglia dei Prince George Cougars dal 1994 al 1997. Già nel 1995 egli era stato scelto al quinto giro del Draft NHL dai New Jersey Devils. Senza essere riuscito ad accordarsi con i Devils nel 1997 firmò da free agent un contratto con i Mighty Ducks of Anaheim. Dopo la sua prima stagione professionistica in AHL con i Cincinnati Mighty Ducks Mason fu ceduto insieme a Marc Moro ai Nashville Predators in cambio di Dominic Roussel.
Mason debuttò in NHL con i Predators nella stagione 1998-99 giocando tre partite. Restò altre tre stagioni nell'organizzazione dei Predators, segnando anche una rete con i Milwaukee Admirals in AHL. Mason nel 2003 diventò free agent e firmò con i Florida Panthers un contratto annuale, militando in AHL nella formazione affiliata dei San Antonio Rampage. La stagione successiva fece ritorno nell'organizzazione dei Nashville Predators come backup di Tomáš Vokoun. Nel corso del lockout della NHL Mason si trasferì insieme al compagno di squadra Scott Hartnell in Europa per giocare nel Vålerenga Ishockey, vincendo il campionato della GET-ligaen.
Nella stagione 2005-06 fece ritorno a Nashville, prendendo il posto di titolare a causa di un infortunio di Vokoun che lo costrinse a saltare il campionato. Il 15 aprile 2006 si vide assegnata una rete contro i Phoenix Coyotes in seguito al tiro di Geoff Sanderson che spedì il puck nella propria rete. Mason diventò il nono portiere goleador nella storia della NHL e l'unico insieme a Damian Rhodes capace dell'impresa sia in NHL che in AHL.
Il 20 giugno 2008 Mason passò dai Predators ai St. Louis Blues in cambio di una scelta al quarto giro del Draft. Nelle due stagioni successive giocò rispettivamente 61 e 57 gare, vincendone 27 e 30. Nel luglio del 2010 Mason lasciò i Blues e firmò un contratto biennale con i Atlanta Thrashers, trasferendosi per la prima volta nella Eastern Conference. Dopo un anno la squadra si trasferì a Winnipeg e Mason andò così a indossare la maglia dei Winnipeg Jets, diminuendo le proprie presenze e peggiorando progressivamente le proprie statistiche. Nell'estate del 2012 Mason ritornò per la terza volta a indossare la maglia dei Nashville Predators con un contratto annuale.
Non avendo trovato alcun contratto in NHL Mason si trasferì in Italia firmando un contratto annuale con il Ritten Sport, squadra della Elite.A. Con la maglia degli altoatesini Mason vinse la Coppa Italia 2013-2014 e la Elite.A. Nel maggio del 2014 approdò nella DEL tedesca firmando con l'Augsburger Panther.

### Nazionale
Mason esordì con la Nazionale canadese nei mondiali del 2006, senza però scendere sul ghiaccio. Come terzo portiere l'anno successivo vinse la medaglia d'oro nei mondiali disputati in Russia. La sua prima presenza risale al mondiale del 2009 in Svizzera, nel quale conquistò l'argento e i titoli di portiere con più parate e con miglior media di gol subiti.
Grazie alle ottime prestazioni del mondiale 2009 Mason fu tenuto in considerazione come possibile sostituto in vista del torneo olimpico di Vancouver 2010. Quell'anno giocò invece il mondiale in Germania giocando sette incontri. Nel 2013 fu selezionato per disputare la Coppa Spengler, giocando due partite.

## Palmarès

### Club
- Campionato italiano: 1

Renon: 2013-2014
- GET-ligaen: 1

Vålerenga: 2004-2005
- Coppa Italia: 1

Renon: 2013-2014

### Nazionale
- Campionato mondiale di hockey su ghiaccio: 1

Russia 2007

### Individuale
- Miglior percentuale di salvataggi del Campionato mondiale di hockey su ghiaccio: 1

Svizzera 2009 (96,5%)
- Miglior media gol subiti del Campionato mondiale di hockey su ghiaccio: 1

Svizzera 2009 (1.00)
- Miglior media gol subiti della Elite.A: 1

2013-2014 (2.18)